# Manuel de Zorrilla
Manuel de Zorrilla y Cano fue un ingeniero militar español, que se caracterizó por su labor en el diseño y construcción de las fortificaciones del sistema de fuertes de Chiloé, en la región de los Lagos de Chile, durante las últimas décadas del siglo XVIII.

## Biografía
Aparece registrado como ayudante de ingeniero en 1769 en Lima, Virreinato del Perú. En octubre de 1777 se le destina a Chiloé, partiendo en noviembre del año siguiente a su destinación.
De su tiempo de estadía en la provincia de Chiloé se le atribuye participación en el diseño de los fuertes Agüi, Balcacura y Tauco, así como de la batería Pampa de Lobos. También durante su estadía en la provincia habría tenido participación en la apertura del Camino Real. entre Carelmapu y Osorno, y del Camino de Caicumeo entre Ancud y Castro.
Junto a sus trabajos en materia de obras públicas, fue autor en 1781 del documento "Relación geográfica de la Isla de Chiloé que manifiesta los terrenos y defensas" durante el tiempo en que estuvo asentado en Ancud.
Fallece en Chiloé el 12 de mayo de 1785.